# Jardín Botánico Mounts

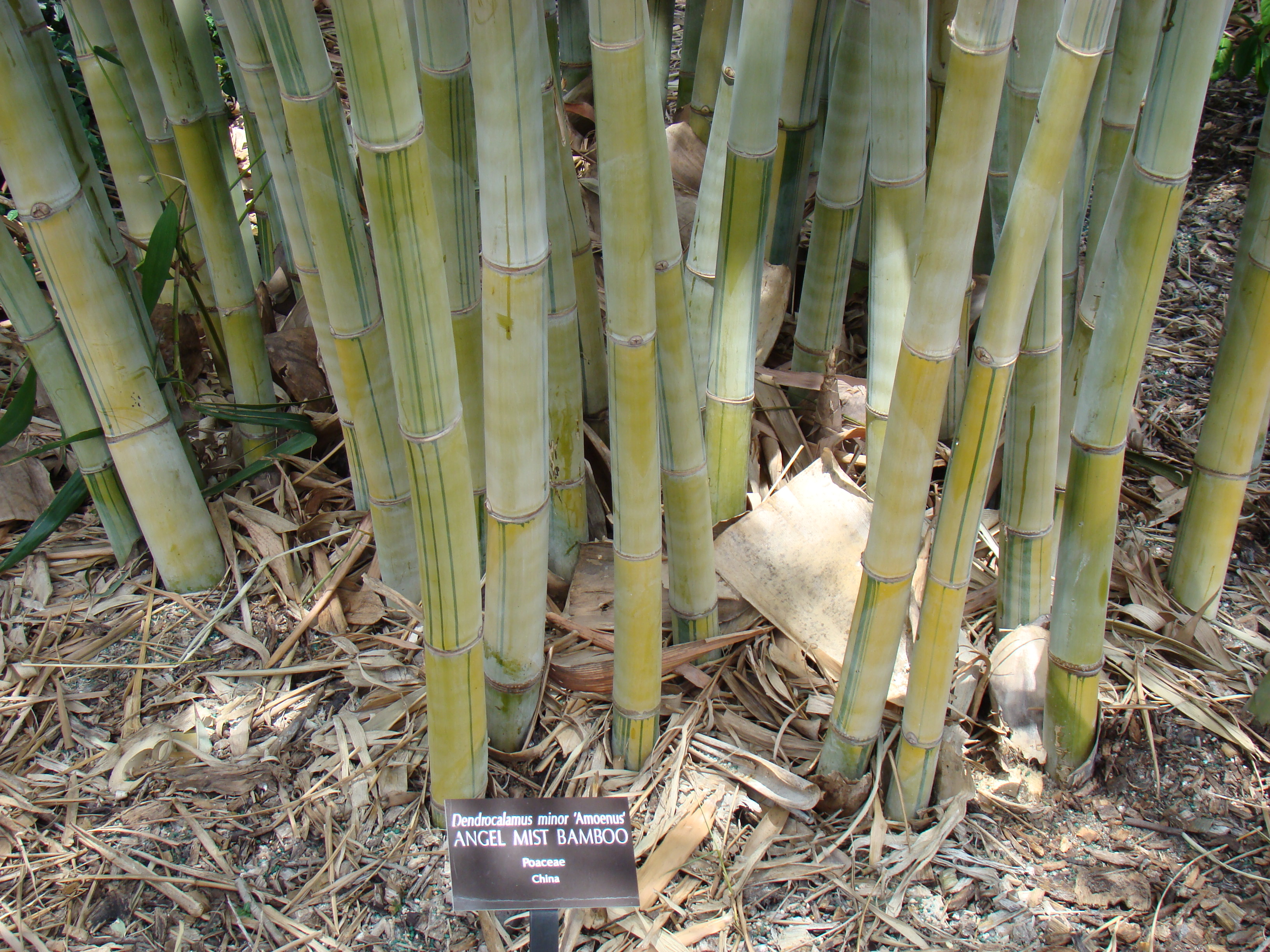
Grupo de especímenes del bambú "Angel de la Niebla".

El Jardín Botánico Mounts (en inglés : Mounts Botanical Garden) es un jardín botánico de 1,4 hectáreas (3,5 acres) localizado en West Palm Beach, Florida, en los  Estados Unidos. Su código de reconocimiento internacional como institución botánica, así como las siglas de su herbario es  WPB. 

## Localización
Mounts Botanical Garden, 559 North Military Trail, West Palm Beach, condado de Palm Beach, Florida 33415-1395 Estados Unidos.26°41′8.21″N 80°6′46.69″O / 26.6856139, -80.1129694
- Promedio Anual de Lluvia: 1557 mm
- Altitud: 7.62 m s. n. m.

La entrada es libre, y está abierto de lunes a sábados 8: 00 mañanas - 4:00 P. m. y domingo 12 P. m. - 4 de la tarde.

## Historia
El jardín comenzó como prado de pastos del condado de 3.5 acres (1.4 hectáreas) para pastar los caballos 4-H, nombrado en honor de Marvin "Red" Mounts. 
Las plantaciones de los árboles frutales tropicales comenzaron en 1954, y a lo largo de los años han alcanzado los 14 acres (5.7 hectáreas) de jardín botánico. 
También tiene un laberinto de seto. Las ventas de planta más grandes son entre abril y noviembre. Este jardín es también la sede del capítulo de Palm Beach del "The Rare Fruit Council International" donde el consejo de las frutas raras se reúne cada mes para sus intercambios de trabajos. 

## Colecciones
El Mounts Botanical Garden promociona los jardines y cultivar un huerto con plantas procedentes de las regiones subtropicales del mundo. El jardín exhibe y evalúa los materiales ambientalmente convenientes para los jardines del hogar, comerciales y públicos. Al mismo tiempo proporciona las oportunidades para la gente de todas las edades y niveles culturales de aprender el arte, la ciencia y el gozo de cultivar un huerto.
Este es el jardín público más viejo y más grande del condado de Palm Beach, con más de 2.000 especie de plantas tropicales y subtropicales de todo el mundo.
Se distribuyen en dieciocho secciones destacando:
- Plantas nativas de la Florida.
- Árboles exóticos.
- Hierba s
- Cítricos
- palmas.
- Especies representantes de biotopos áridos.
- Plantas de humedales y acuáticas.
- Paisaje de plantas comestibles.
- Árboles frutales de clima templado de Norteamérica.
- Árboles frutales raros de clima tropical.

## Galería

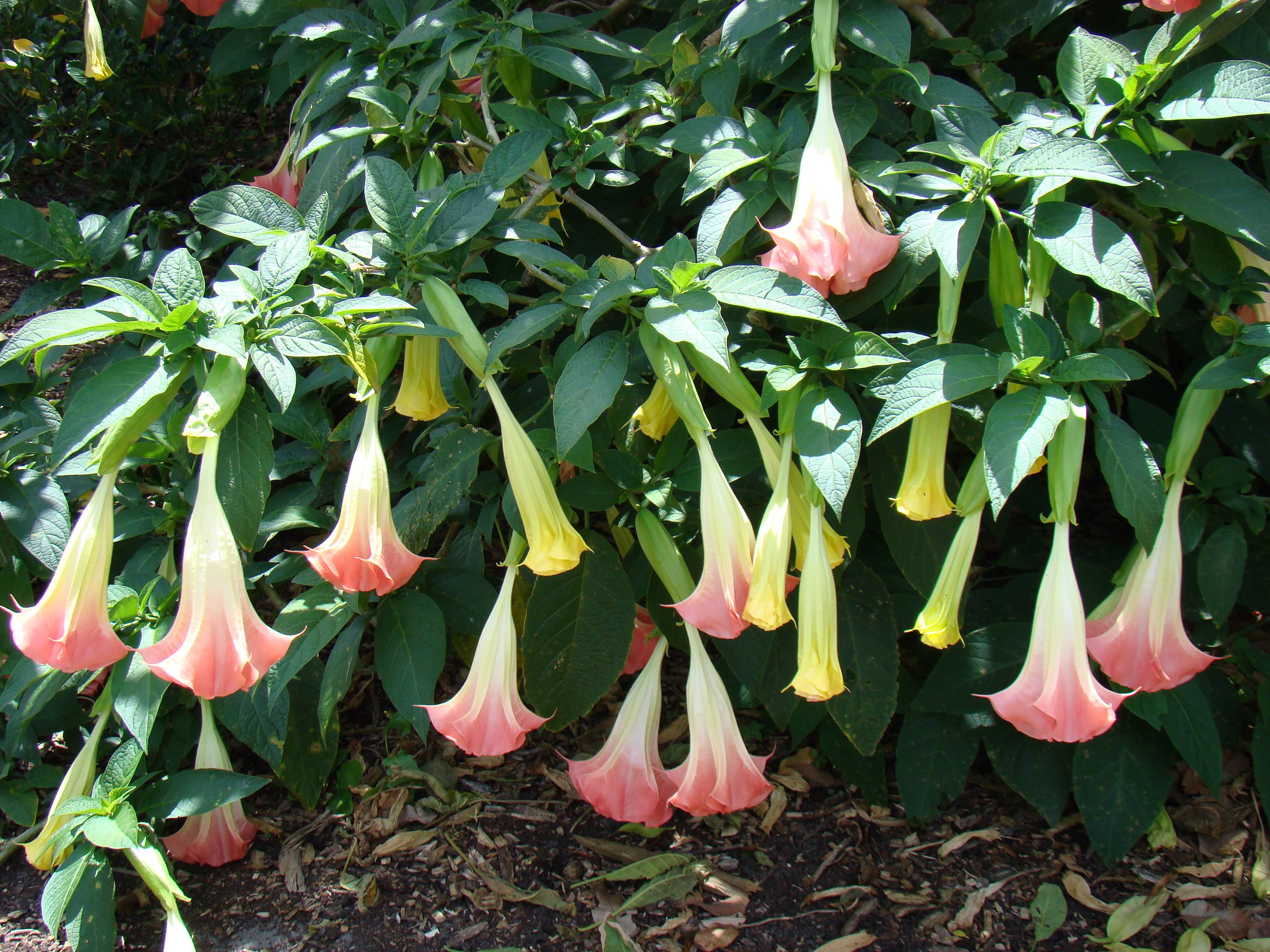
Tropetas de Angel
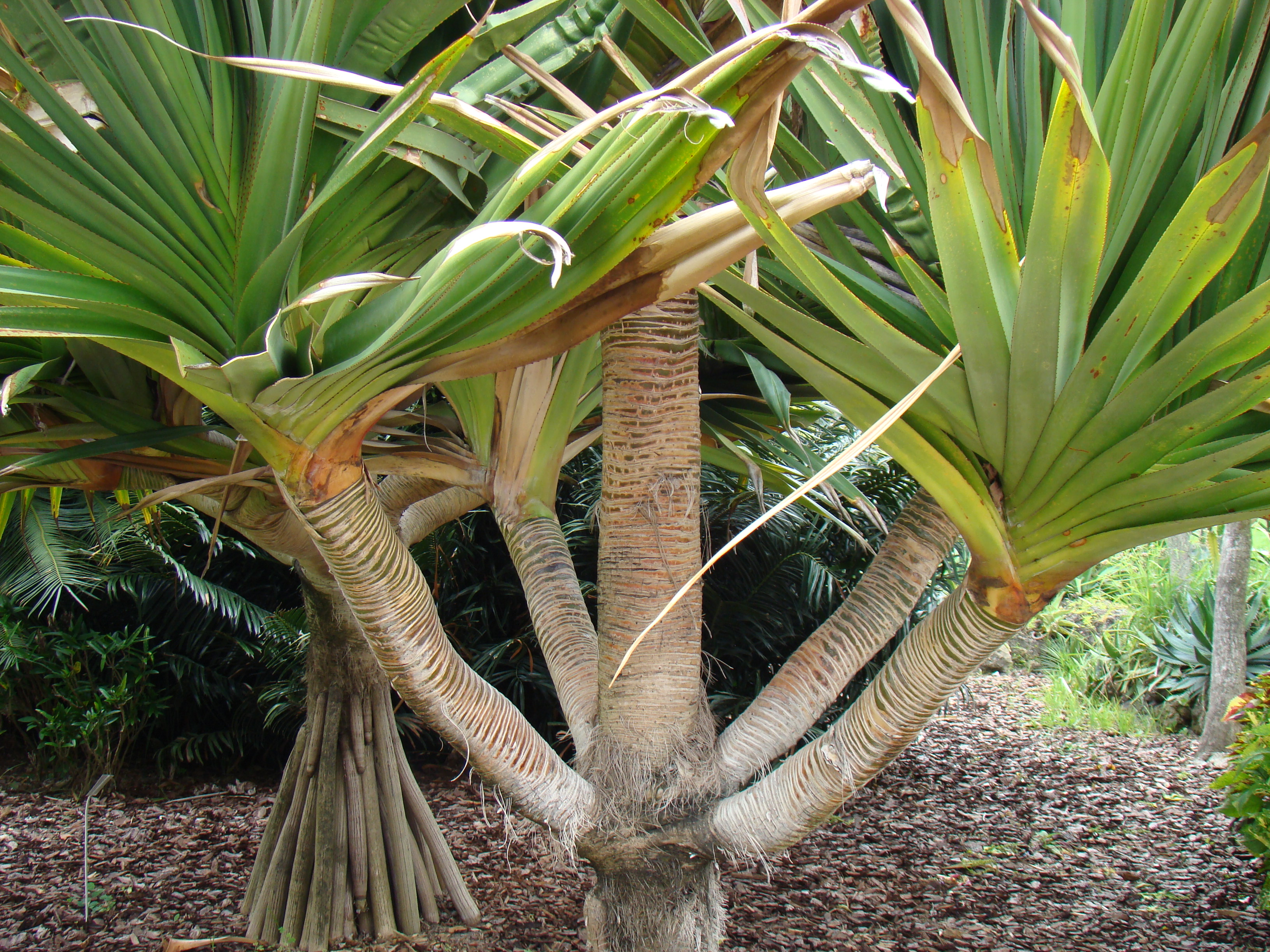
Ramas del "Screw Pine"
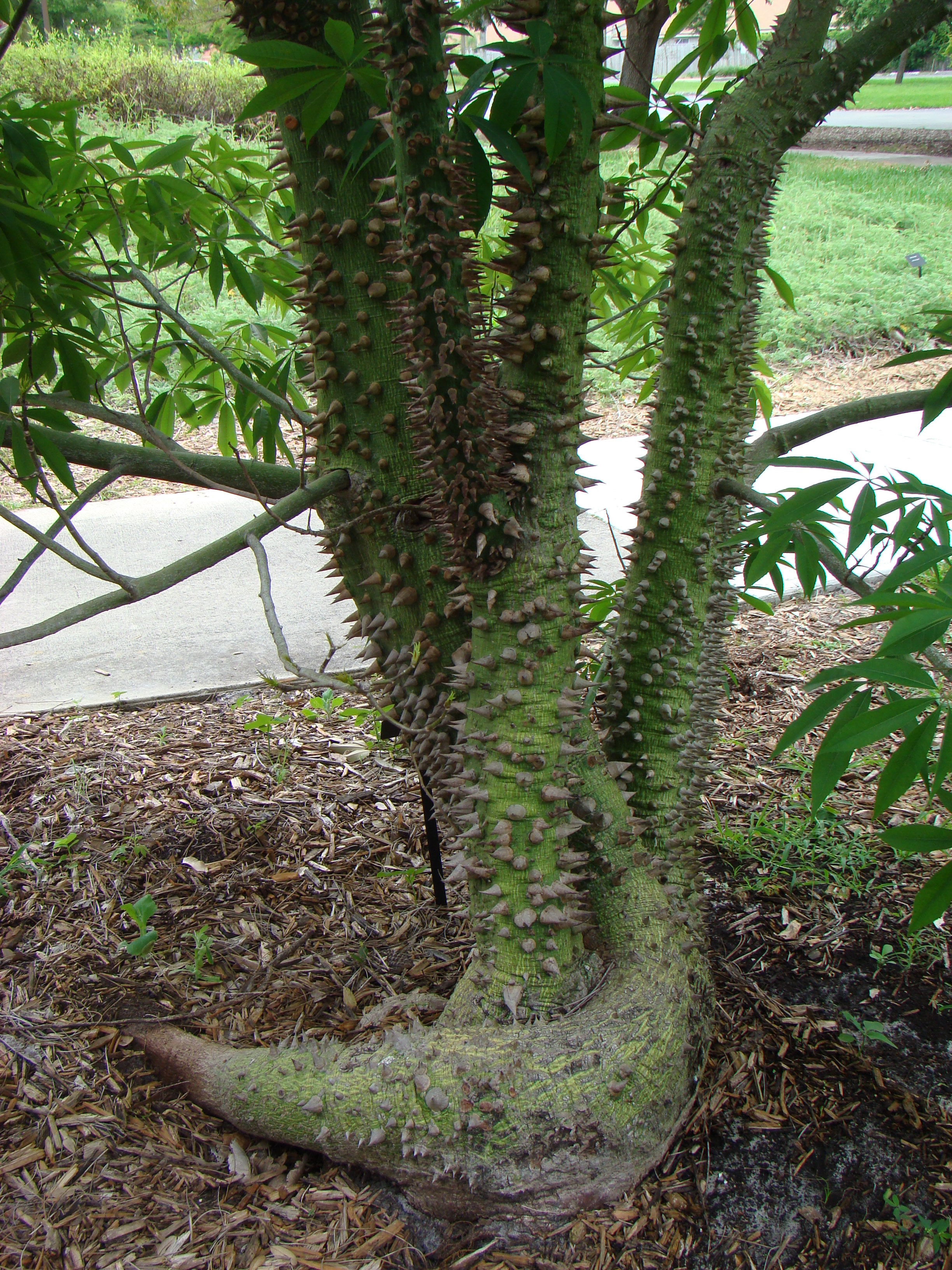
Árbol de los hilos de seda
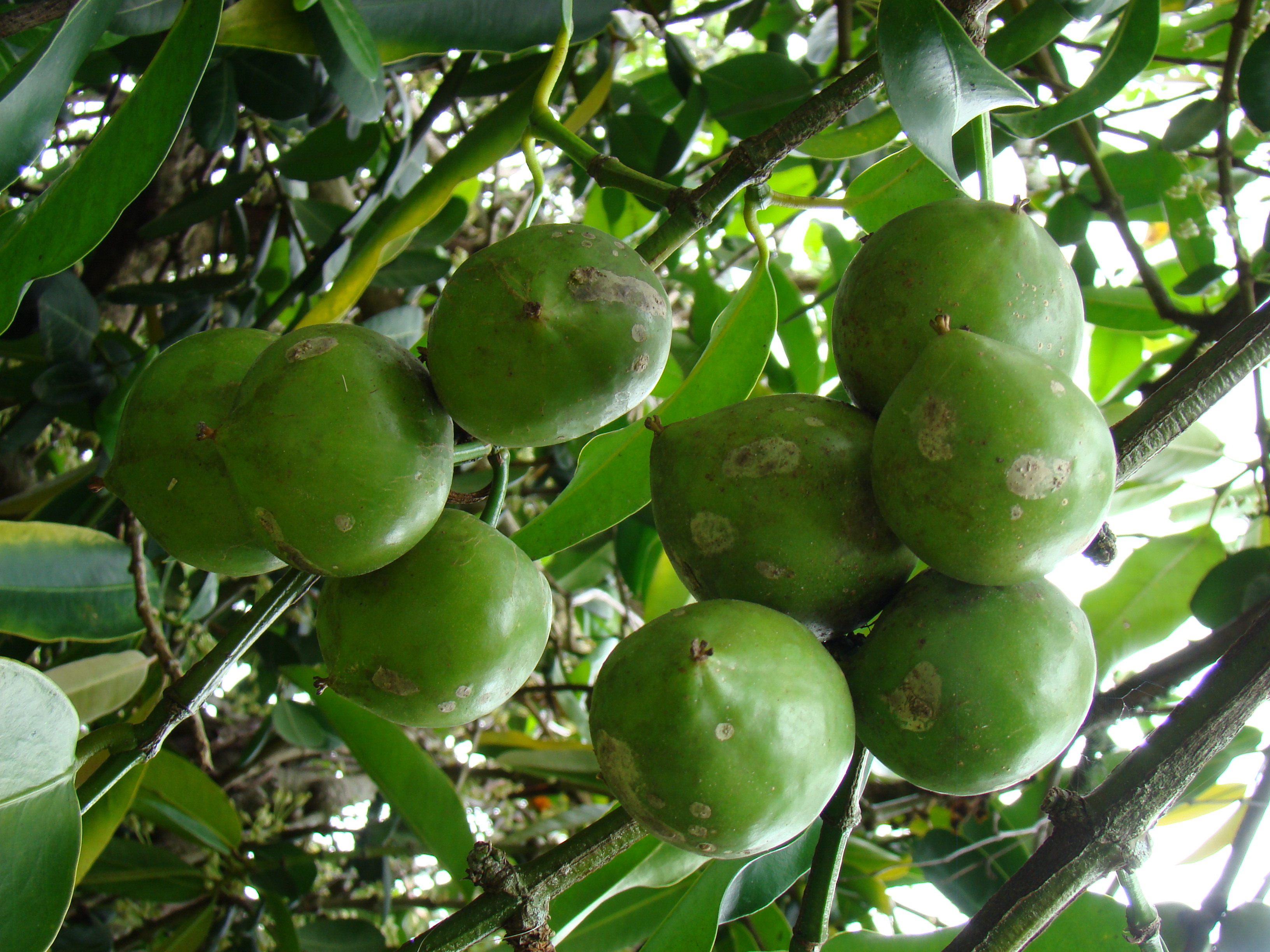
Falso Mangostán
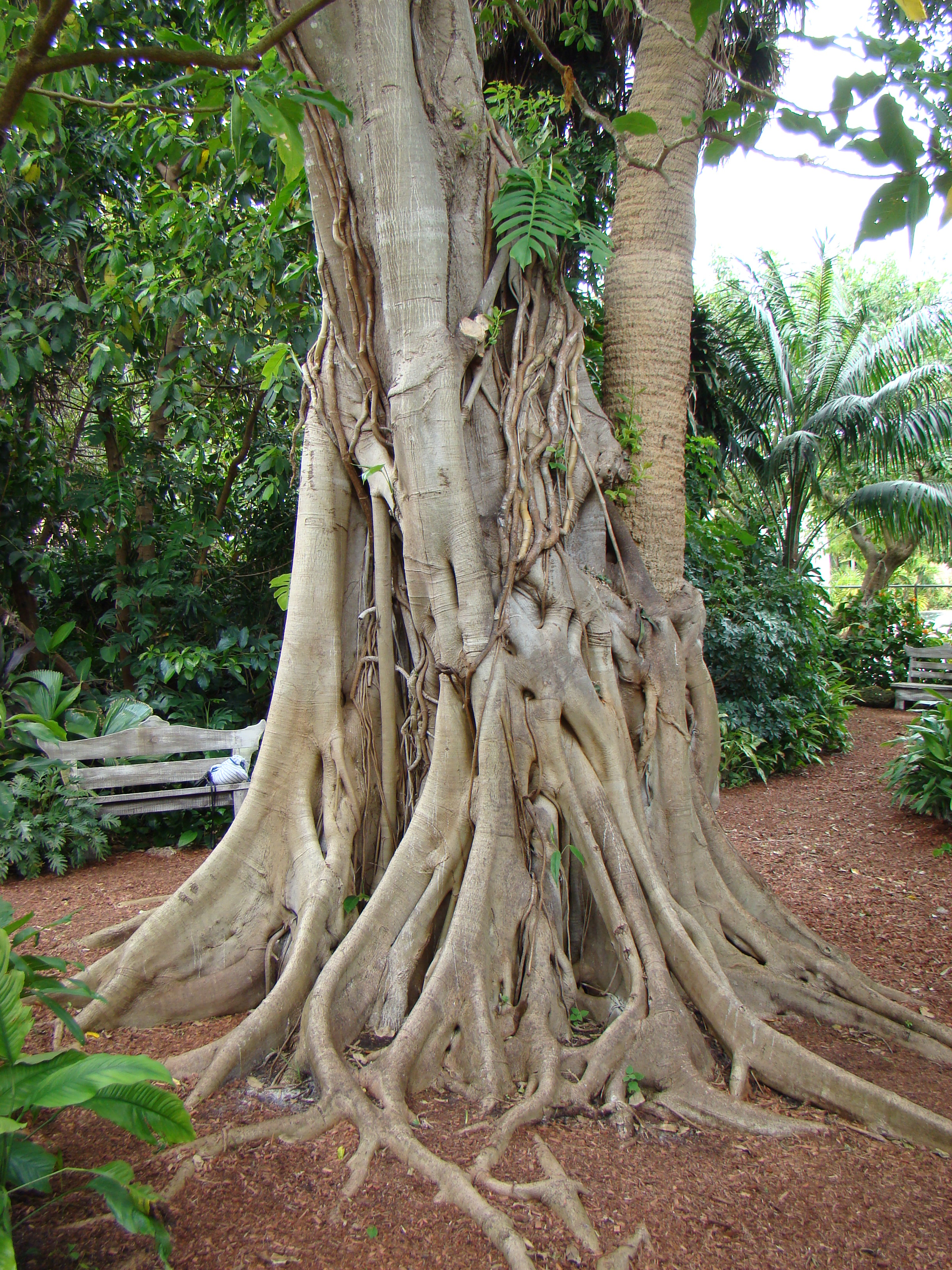
Higuera estranguladora sobre un Palmito Sabal
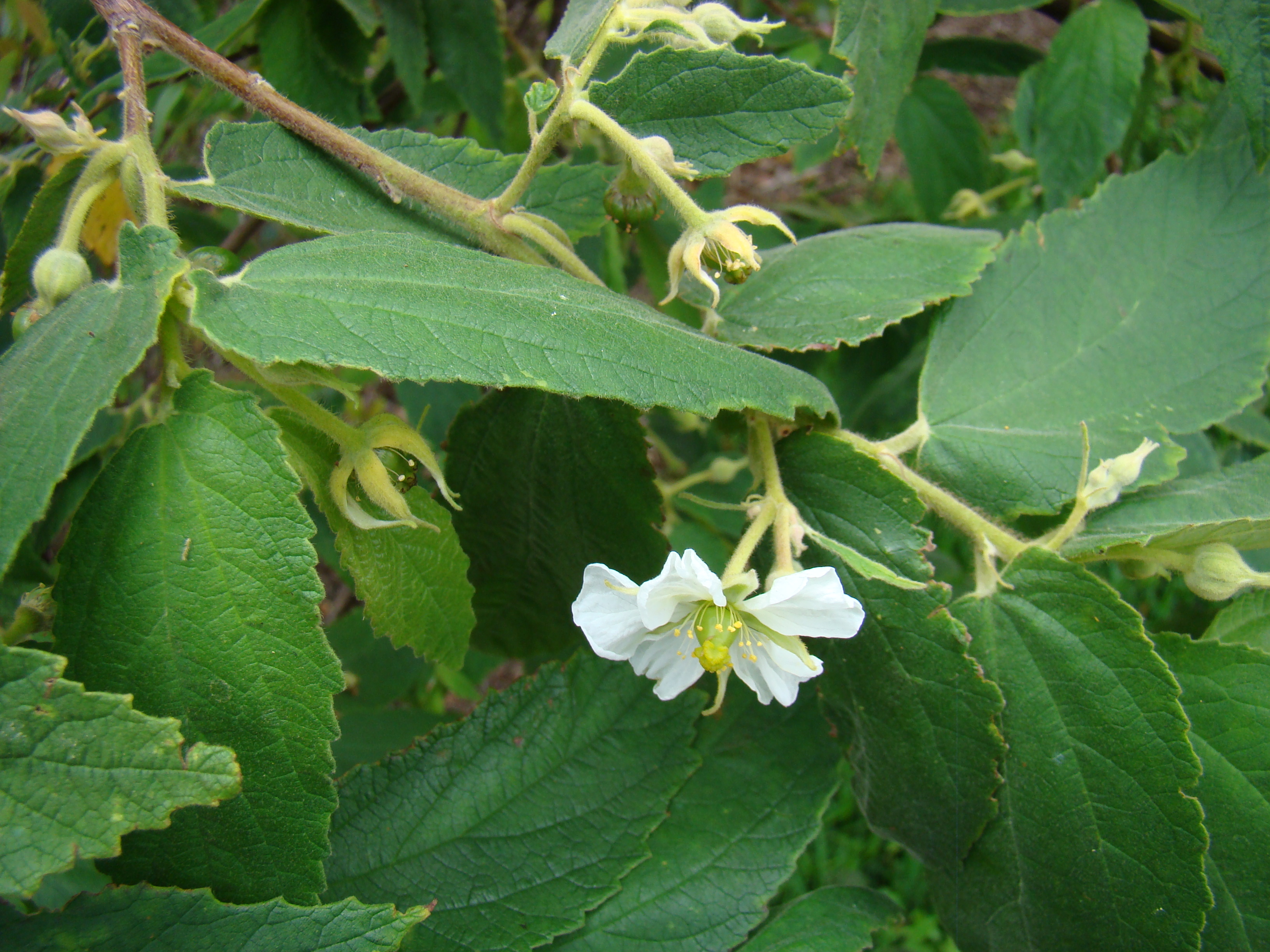
Flor del árbol de frutos de fresa
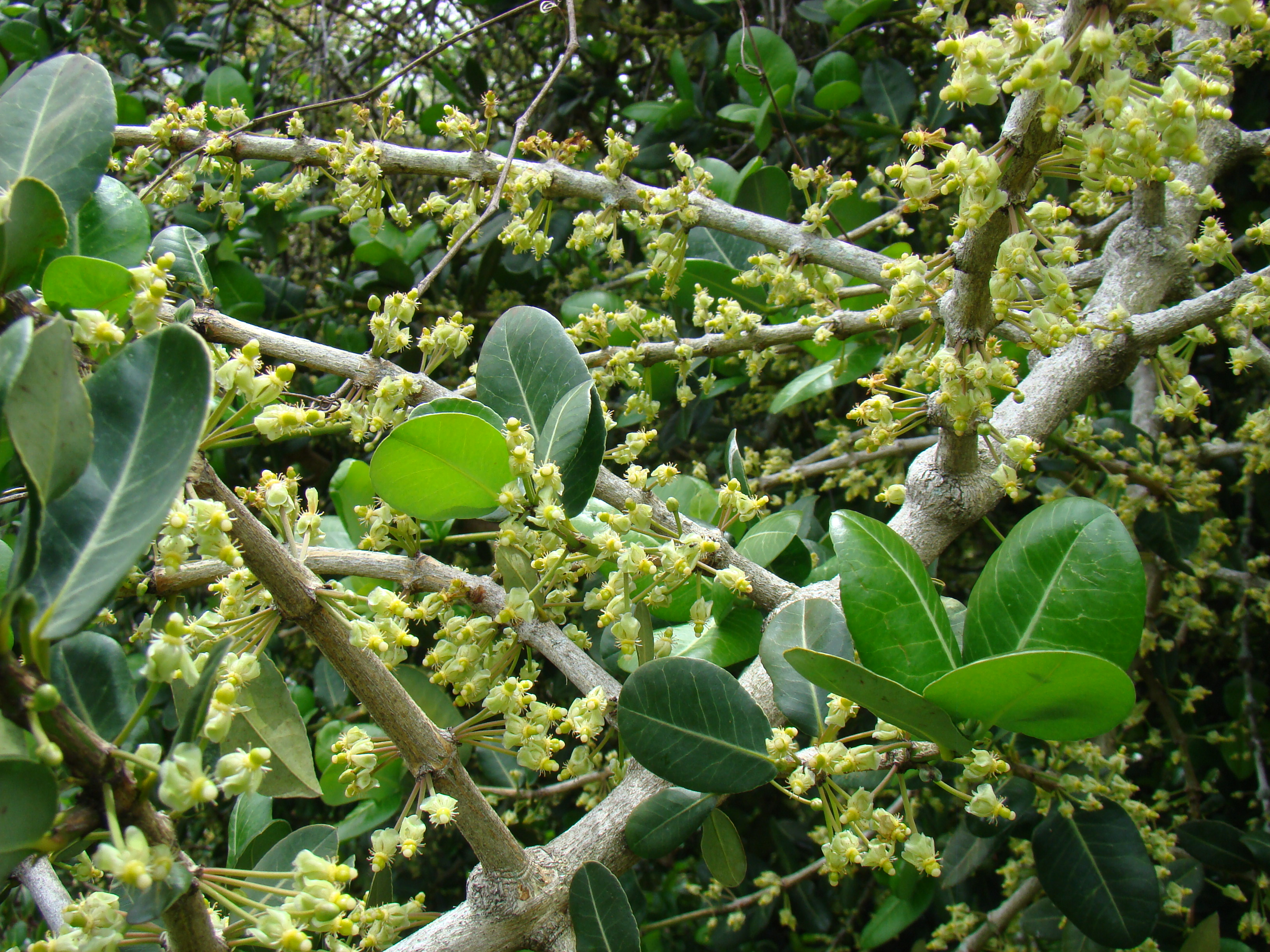
Árbol "Imbe" en floración
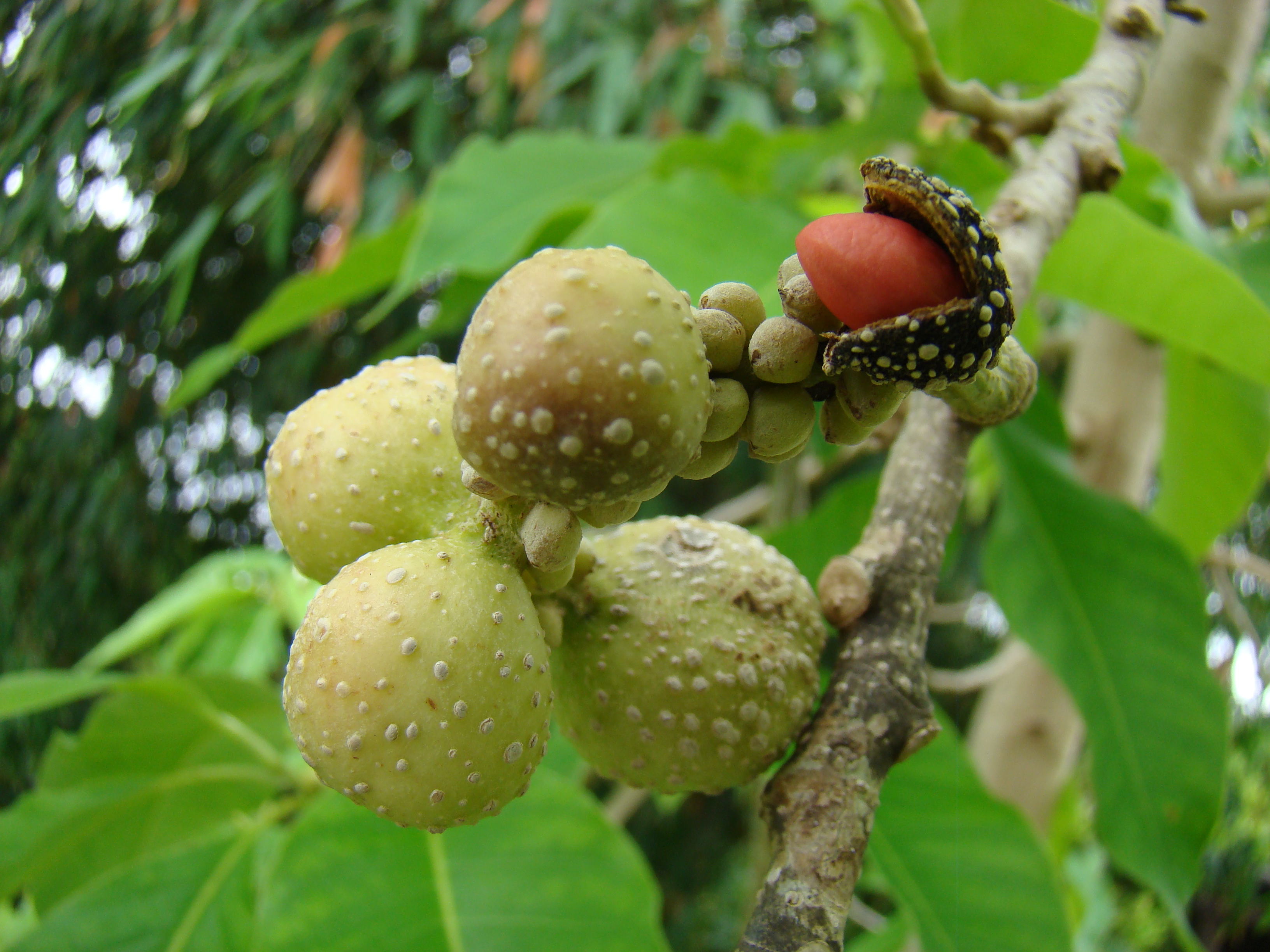
Vainas en un árbol Champaca
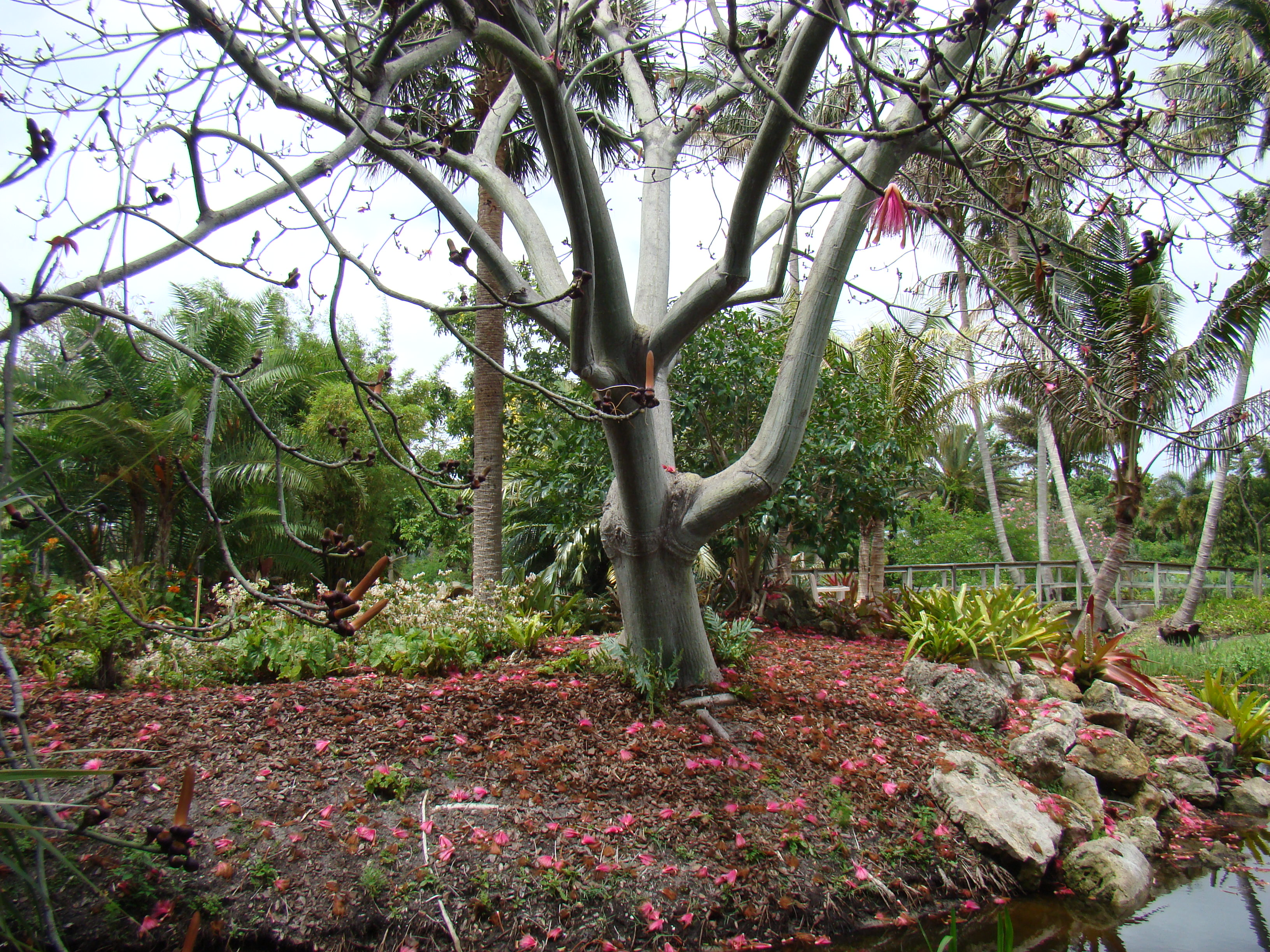
El árbol "Shaving Brush" y flor
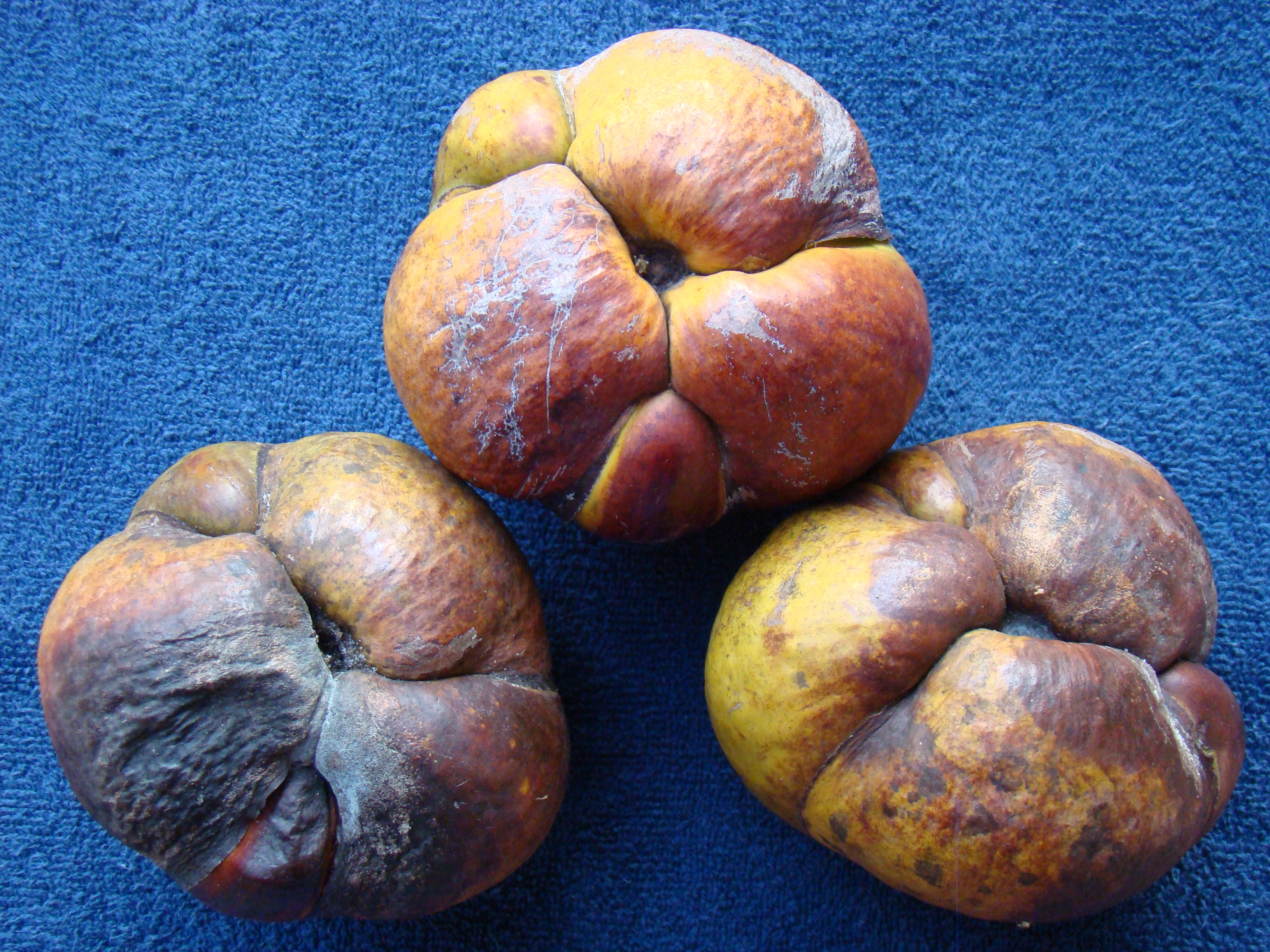
Manzana de Elefante
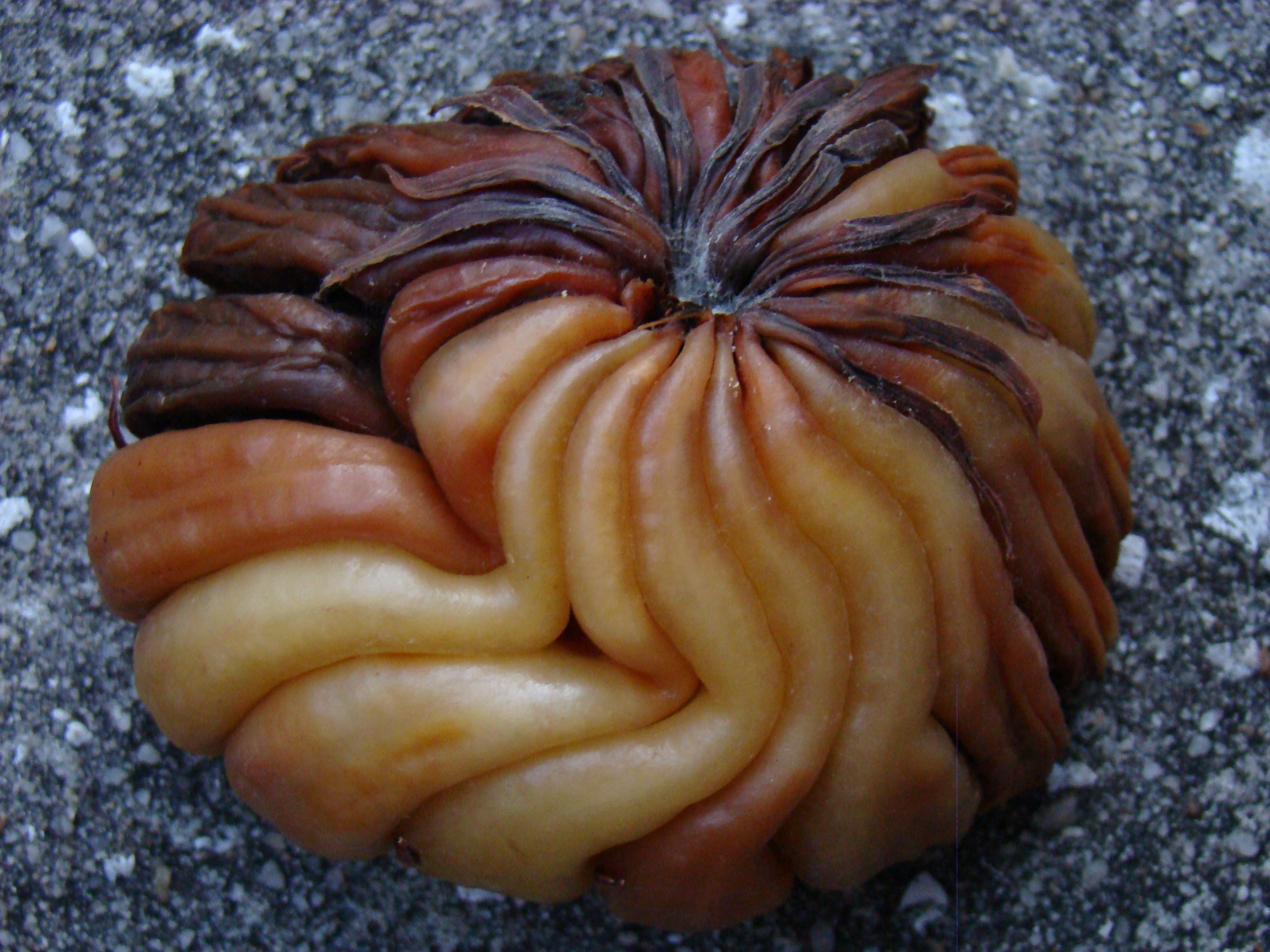
Manzana de Elefante, pulpa
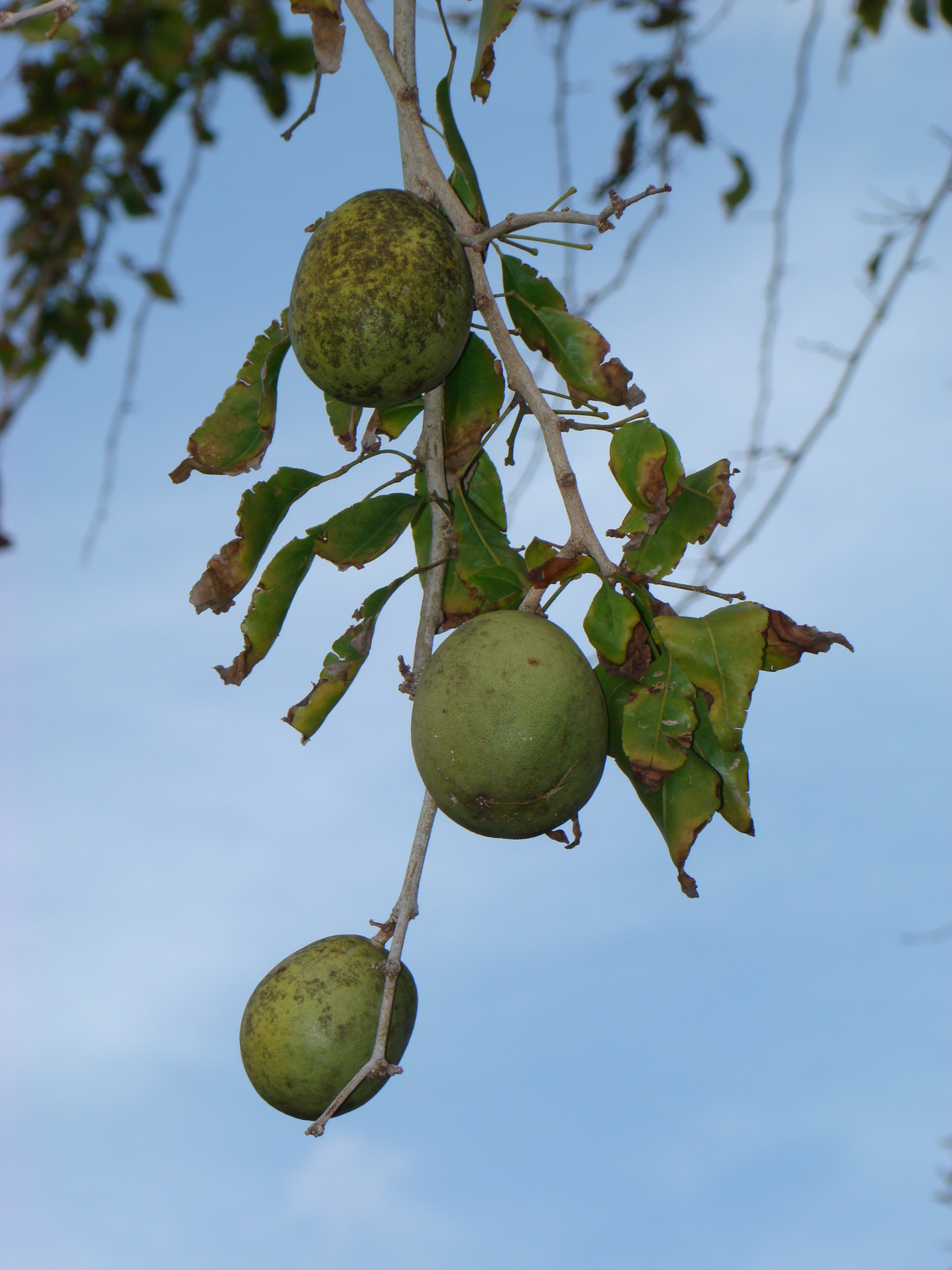
Fruta de Bael